# Thornbury (Gloucestershire)
Thornbury è una cittadina di 12 000 abitanti del Gloucestershire, in Inghilterra.